# Kapljuh
Kapljuh (szerbül: Капљух) szerb falu Bosznia-Hercegovinában, a Bosznia-hercegovinai Föderáció Una-Szanai kantonjában, Bosanski Petrovac községben. 

## Fekvése
Bosznia-Hercegovina nyugati részén, Bihácstól légvonalban 53, közúton 63 km-re délkeletre, Bosanski Petrovactól légvonalban 6, közúton 9 km-re keletre, a Brava mező azon részén fekszik, ahol a mező iránya megtörik és kelet felé fordul. Így Kapljuh Smoljana folytatása, amely a Grmeč-hegység része, a smoljanai Tavan alatt húzódik, ezért a falunak ezt a részét Pod Vrhovijének hívják. A falu másik része a Brava-mezőn van, melynek ezt a részét Kapljuhnak hívják. A harmadik, teljesen különálló rész, a Risovača, a Bajramovac és a Ježevac dombjai alatt található, és Rsovacnak hívják. A mező közepén, a falu alatt található a Katina Glavica dombja. Területén található néhány kisebb forrás, amelyek a tél folyamán vizet szolgáltatnak.

## Népessége
| Nemzetiségi csoport | Népesség 1991 | Népesség 2013 |
| ------------------- | ------------- | ------------- |
| Szerb               | 138           | 27            |
| Bosnyák             | 0             | 0             |
| Horvát              | 0             | 0             |
| Jugoszláv           | 0             | 0             |
| Egyéb               | 6             | 0             |
| Összesen            | 144           | 27            |

## Története
A régészeti leleltek tanúsága szerint területe már az ókorban is lakott volt. Kapljuhban, Barától 6 km-re, a Mramor nevű helyen egy római mérföldkőre bukkantak. A Latinski vrh nevű magaslaton pedig egy erőd maradványa található, mely valószínűleg egy római erőd volt az út biztosítására. Ezt igazolja, hogy itt római leleteket találtak.

## Nevezetességei
- Bajramorac – kora vaskori erődített település maradványai, jelentős falakkal. A közelben egy halomsír is található.[6]

- Latinski vrh – római erőd maradványai.

- A falu Bravski Vaganac felőli határán, a Miljevića kućerinán, 810 méteres magasságban található egy lépcsőzetes típusú, ma már víztelen barlang.

## Híres emberek
A faluban született Jugoszlávia nemzeti hőse, Pana Đukić Limar.

## Fordítás
- Ez a szócikk részben vagy egészben  a   Kapljuh című bosnyák Wikipédia-szócikk ezen változatának fordításán alapul.  Az eredeti cikk szerkesztőit annak laptörténete sorolja fel. Ez a jelzés csupán a megfogalmazás eredetét és a szerzői jogokat jelzi, nem szolgál a cikkben szereplő információk forrásmegjelöléseként.